# Барри (фильм, 2016)
«Барри» (англ. Barry) — художественный фильм режиссёра Викрама Ганди о жизни Барака Обамы в Колумбийском университете в 1981 году. В главных ролях Девон Террелл, Аня Тейлор-Джой и Лайнус Роуч. Премьерный показ состоялся на Международном кинофестивале в Торонто в 2016 году. Фильм вышел на Netflix 16 декабря 2016 года.

## Сюжет
В 1981 году 20-летний Барак Обама, известный как Барри, приезжает в Нью-Йорк, чтобы поступить в Колумбийский университет. Не имея возможности связаться со своим соседом по комнате Уиллом, Барри проводит ночь на улице. На следующий день ему удается связаться с Салимом, человеком, с которым он познакомился на вечеринке несколько месяцев назад, и тот приглашает его в свою квартиру. Позже Барри знакомится со своим соседом Уиллом, и они начинают жить в своей квартире за пределами кампуса на 109-й улице. Когда они идут на занятия, Барри знакомится со своими соседями, когда один из них просит у него сигарету. На занятиях Барри ведет себя как студент и участвует в дебатах о философии и американском обществе. На занятиях по политологии Барри знакомится с Шарлоттой, милой девушкой, которая, похоже, неравнодушна к дебатам. Вне занятий Барри играет в баскетбол.
Во время игры в баскетбол Барри вскоре получает прозвище «Человек-невидимка» от ПиДжея, аспиранта Колумбийского университета, который вырос в доме Грантов в Гарлеме. Позже тем же вечером Уилл и Барри посещают вечеринку студенческого братства в Колумбии, где снова видят Шарлотту. Шарлотта и Барри покидают вечеринку и отправляются в клуб в центре города, где между ними завязывается более тесная связь, и они начинают встречаться.

## В ролях
- Девон Террелл — Барак «Барри» Обама
- Аня Тейлор-Джой — Шарлотта Боуман. Шарлотта — собирательный образ, основанный на нескольких подругах Обамы во время учебы в колледже[3].
- Джейсон Митчелл — Пи Джей
- Эллар Колтрейн — Уилл
- Эшли Джадд — Энн Данхэм
- Дженна Эльфман — Кэти Боуман
- Ави Нэш — Салим
- Джон Бенджамин Хики — профессор Грей
- Томми Нельсон — Базз
- Лайнус Роуч — Билл Боуман

## Производство
В марте 2016 года было объявлено, что главные роли в фильме исполнят Девон Террелл и Аня Тейлор-Джой, а Викрам Ганди выступит режиссером и продюсером фильма. В том же месяце к актёрскому составу фильма присоединились Джейсон Митчелл и Эллар Колтрейн.

## Релиз
Мировая премьера фильма состоялась 10 сентября 2016 года на Международном кинофестивале в Торонто. Вскоре после этого компания Netflix приобрела права на распространение фильма.

## Восприятие
На сайте Rotten Tomatoes фильм имеет рейтинг 80 %, основанный на 46 отзывах, со средней оценкой 6,91 / 10. По единодушному мнению критиков: «„Барри“ открывает умозрительное окно в студенческие годы становления будущего президента, предлагая несовершенный, но захватывающий взгляд на будущую американскую историю».